# Hans-Werner Hahn

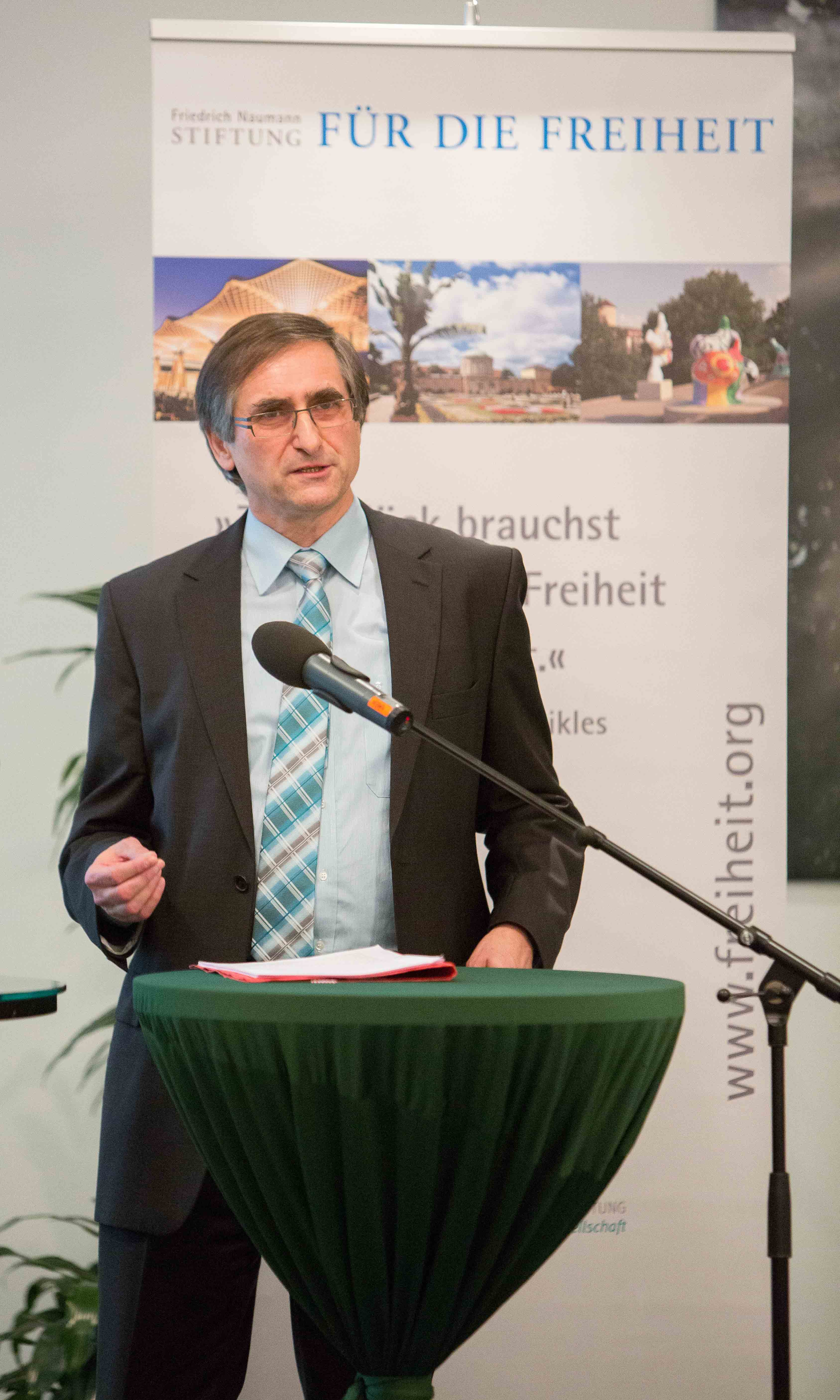
Hans-Werner Hahn (2012)

Hans-Werner Hahn (* 5. November 1949 in Wetzlar) ist ein deutscher Historiker.

## Leben und Wirken
Hans-Werner Hahn studierte Geschichte, Politik- und Erziehungswissenschaft an der Justus-Liebig-Universität Gießen. Dort wurde er 1979 bei Helmut Berding mit einem Thema zur wirtschaftlichen Integration im 19. Jahrhundert promoviert. Von 1979 bis 1988 war er wissenschaftlicher Mitarbeiter bei Elisabeth Fehrenbach an der Universität des Saarlandes. Im Jahr 1988 erfolgte dort mit einer Arbeit über das Bürgertum in Wetzlar zwischen 1689 und 1870 die Habilitation. Von 1988 bis 1990 war Hahn Mitarbeiter an der Johann Wolfgang Goethe-Universität Frankfurt am Main. Im Kollegjahr 1991/1992 war er Förderstipendiat am Historischen Kolleg in München. Nach Vertretungsprofessuren an den Universitäten Tübingen und München hatte er von 1992 bis 2015 den Lehrstuhl für die Geschichte des 19./20. Jahrhunderts an der Friedrich-Schiller-Universität Jena inne. Zu seinen akademischen Schülern gehören unter anderem Stefan Gerber und Matthias Steinbach.
Hahn ist Mitglied der Historischen Kommission der Bayerischen Akademie der Wissenschaften (seit 2003), der Kommission für Geschichte des Parlamentarismus und der politischen Parteien sowie der Historischen Kommissionen für Hessen, für Thüringen und für Nassau. Er ist Mitglied der Vereinigung für Verfassungsgeschichte. Von 2001 bis 2009 war er Vorsitzender der Kommission für die Aufarbeitung der Jenaer Universitätsgeschichte im 20. Jahrhundert. Von 1998 bis 2010 leitete er das Teilprojekt „Von der ständischen zur bürgerlichen Gesellschaft. Sozialer Wandel, politische Ideen und ihre Verbreitungsprozesse 1770 bis 1830“ im Sonderforschungsbereich „Ereignis Weimar-Jena. Kultur um 1800“ an der Universität Jena.
Hahns Forschungsschwerpunkte sind die Geschichte des neuzeitlichen Bürgertums, die Geschichte des Deutschen Bundes und des Deutschen Zollvereins, die Industrielle Revolution in Deutschland und die Revolution von 1848/49. Mit seinem Buch Die industrielle Revolution in Deutschland sei ihm „die vielleicht kompletteste Darstellung der Industrialisierung gelungen, die eine ganze Palette von Forschungsproblemen in überzeugender Breite darstellt“, urteilte Flurin Condrau. Im Rahmen der Enzyklopädie deutscher Geschichte veröffentlichte er 1998 einen Band über die industrielle Revolution in Deutschland.

## Schriften
Monografien
- Die industrielle Revolution in Deutschland (= Enzyklopädie deutscher Geschichte. Bd. 49). 3., durchgesehene und um einen Nachtrag erweiterte Auflage. Oldenbourg, München 2011, ISBN 3-486-57669-0.
- mit Helmut Berding: Reformen, Restauration und Revolution. 1806–1848/49 (= Gebhardt. Handbuch der deutschen Geschichte. Bd. 14). 10., völlig neu bearbeitete Auflage. Klett-Cotta, Stuttgart 2010, ISBN 978-3-608-60014-8.
- Zwischen Fortschritt und Krisen. Die vierziger Jahre des 19. Jahrhunderts als Durchbruchsphase der deutschen Industrialisierung (= Schriften des Historischen Kollegs. Vorträge. Bd. 38). Stiftung Historisches Kolleg, München 1995 (Digitalisat).
- Altständisches Bürgertum zwischen Beharrung und Wandel. Wetzlar 1689–1870 (= Stadt und Bürgertum. Bd. 2). Oldenbourg, München 1991, ISBN 978-3-486-55845-6 (teilweise zugleich: Saarbrücken, Universität, Habilitations-Schrift, 1988).
- Geschichte des Deutschen Zollvereins (= Kleine Vandenhoeck-Reihe. Bd. 1502). Vandenhoeck & Ruprecht, Göttingen 1984, ISBN 3-525-33500-8.
- Wirtschaftliche Integration im 19. Jahrhundert. Die hessischen Staaten und der Deutsche Zollverein (= Kritische Studien zur Geschichtswissenschaft. Bd. 52). Vandenhoeck & Ruprecht, Göttingen 1982, ISBN 3-525-35710-9 (teilweise zugleich: Gießen, Universität, Dissertation, 1979).

Herausgeberschaften
- mit Holger Böning, Alexander Krünes, Uwe Schirmer: Medien – Kommunikation – Öffentlichkeit. Vom Spätmittelalter bis zur Gegenwart. Festschrift für Werner Greiling zum 65. Geburtstag (= Veröffentlichungen der Historischen Kommission für Thüringen. Kleine Reihe. Bd. 58). Böhlau, Köln u. a. 2019, ISBN 978-3-412-51669-7.
- mit Dirk Oschmann: Gustav Freytag (1816–1895). Literat, Publizist, Historiker (= Veröffentlichungen der Historischen Kommission für Thüringen. Kleine Reihe. Bd. 48). Böhlau, Köln u. a. 2016, ISBN 978-3-412-50368-0.
- mit Dieter Hein: Bürgerliche Werte um 1800. Entwurf – Vermittlung – Rezeption. Böhlau, Köln u. a. 2005, ISBN 3-412-16904-8.
- mit Werner Greiling: Bismarck in Thüringen. Politik und Erinnerungskultur in kleinstaatlicher Perspektive. Hain Verlag, Rudolstadt 2003, ISBN 3-89807-046-8.
- mit Werner Greiling und Klaus Ries: Bürgertum in Thüringen. Lebenswelt und Lebenswege im frühen 19. Jahrhundert. Hain Verlag, Rudolstadt u. a. 2001, ISBN 3-89807-005-0.
- Johann Philipp Becker: Radikaldemokrat – Revolutionsgeneral – Pionier der Arbeiterbewegung (= Schriften der Siebenpfeiffer-Stiftung. Bd. 5). Thorbecke, Stuttgart 1999, ISBN 3-7995-4905-6.
- mit Werner Greiling: Die Revolution von 1848/49 in Thüringen. Aktionsräume, Handlungsebenen, Wirkungen. Hain Verlag, Rudolstadt 1998, ISBN 3-930215-57-8.
- mit Irene Jung und Rüdiger Störkel: Die Revolution von 1848/49 an Lahn und Dill. Wetzlardruck, Wetzlar 1998, ISBN 3-926617-23-3.